# Seznam uměleckých realizací ve veřejném prostoru ve Kbelích
Seznam uměleckých realizací ve Kbelích v Praze 19 obsahuje tvorbu výtvarných umělců umístěnou ve veřejném prostoru v katastrálním území Kbely. Seznam je řazen podle ulic a nemusí být úplný.

## Seznam uměleckých realizací
| Název                                         | Fotografie                                                                                         | Lokace                                                  | Autor                                             | Rok  | Popis           | Poznámka |
| --------------------------------------------- | -------------------------------------------------------------------------------------------------- | ------------------------------------------------------- | ------------------------------------------------- | ---- | --------------- | --- |
| Matka a dcera                                 | Kategorie „Matka a dcera, Otec a syn (Karel Lidický)“ na Wikimedia Commons                         | Albrechtická 732/1 50°8′2,92″ s. š., 14°32′43,21″ v. d. | Karel Lidický (1900–1976) Marie Wagnerová (*1938) | 1956 | socha, pískovec | základní škola, osazeno 1975 |
| Otec a syn                                    | Kategorie „Matka a dcera, Otec a syn (Karel Lidický)“ na Wikimedia Commons                         | Albrechtická 732/1 50°8′3,15″ s. š., 14°32′43,85″ v. d. | Karel Lidický (1900–1976) Marie Wagnerová (*1938) | 1956 | socha, pískovec | základní škola, osazeno 1975 |
| Hutník (†)                                    | | Luštěnická 723/13 50°8′15,7″ s. š., 14°33′10,47″ v. d.  | Alois Sopr (1913–1993) Marie Wagnerová (*1938)    | 1975 | socha, žula     | odstraněno |
| Památník zahájení rozhlasového vysílání v ČSR | Kategorie „Památník zahájení rozhlasového vysílání v ČSR (Stanislav Kolíbal)“ na Wikimedia Commons | Mladoboleslavská 50°7′17,99″ s. š., 14°31′33,07″ v. d.  | Stanislav Kolíbal (*1925)                         | 1973 | památník, cihly | na místě prvního rozhlasového vysílání v Československu dne 18. května 1923 |
| Družice                                       | | Semilská 885/4 50°8′3,19″ s. š., 14°32′51,41″ v. d.     | Jiřina Adamcová (1927–2019)                       | 1983 | mozaika         | interiér pošty |
| Pítko                                         | | Semilská 50°8′1,4″ s. š., 14°32′50,27″ v. d.            | Jiří Wolf (*1944)                                 | 2004 | prameník        | před ÚMČ Kbely |
| Diskařka                                      | Kategorie „Diskařka (Kbely)“ na Wikimedia Commons                                                  | Slovačíkova 400/1 50°7′47,1″ s. š., 14°32′58,01″ v. d.  | Zdeněk Němeček (1931–1989)                        | 1980 | socha; 3,20 m   | Palestra-VOŠ, zahrada; Pozdrav sportovcům OH 1980, původně umístěno v Olympijské vesnici |
| Rozum a srdce (Rozum a Cit)                   | Kategorie „Rozum a Cit (Kbely)“ na Wikimedia Commons                                               | Železnobrodská 50°8′0,57″ s. š., 14°32′57,91″ v. d.     | Ladislav Šaloun (1870–1946)                       | 1934 | socha, pískovec | kulturní památka; původně osazeno v Růžovém sadu na Petříně, po roce 1968 převezeno do zámku v Troji, po restaurování v roce 1975 umístěno ve Kbelích v parku; dílo je deponováno a restaurováno |